# 上霍洛威站
上霍洛威站（英語：Upper Holloway railway station）是伦敦地上铁福音橡至柏京綫的一座车站，位于伦敦的伊斯靈頓區，属于第2收费区。

## 概况
本站于1868年開通运营。本站位于霍洛威，擁有2個站台，并设有禁急避难区。从本站出站步行约450米，可到达北线的拱门站（但此种换乘方式并未在伦敦地铁地图中提到）。车站有较长的站台，但部分封闭中，并且仍有信号箱在此使用中。此外，旧售票大厅仍保留至今。在2008年，本站重新粉刷。本站目前班次为每15分钟一班列车。

## 其他
隨著途徑本站的列車數量增加，而2節編組的內燃動車組已經不能滿足日益增長的客流需求。本站在2016年6月開始進行電氣化工程，預計2017年12月結束。